# Endecous ferruginosis
Endecous ferruginosis är en insektsart som beskrevs av Bruner, L. 1916. Endecous ferruginosis ingår i släktet Endecous och familjen syrsor. Inga underarter finns listade i Catalogue of Life.